# Electronic flight instrument system

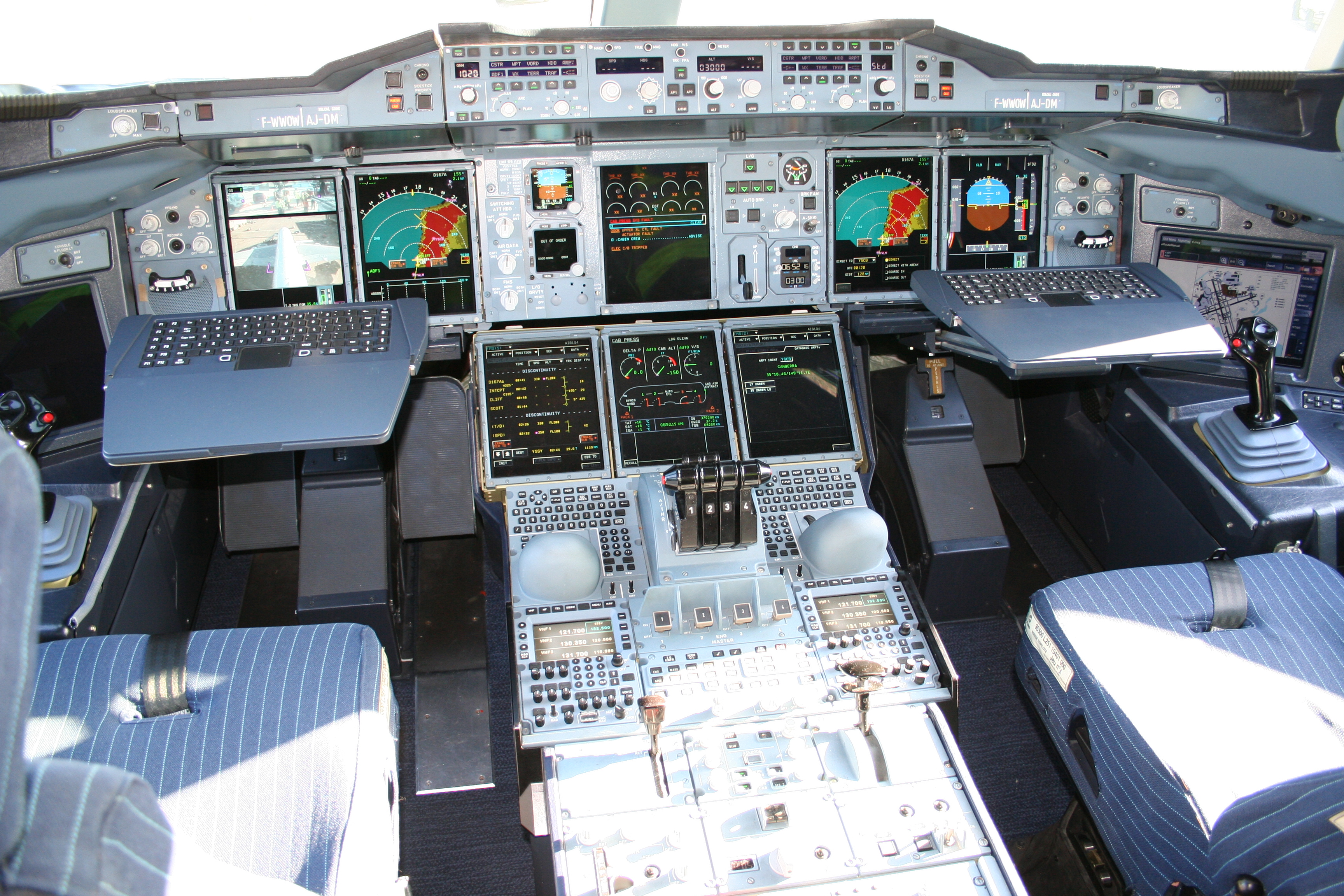
EFIS в кабине Airbus A380

EFIS (англ. Electronic flight instrument system, электронная система пилотажных приборов). Для задач по воздушной навигации стационарно устанавливается в кабине самолёта. Одна из первых полностью цифровых систем, пришедших на смену технологиям электромеханического контроля за полётными данными. С конца 1980-х годов устанавливалась на самолётах Boeing и Airbus.
Как правило, состоит из полётного дисплея (PFD) и многофункционального дисплея (MFD). В текущем десятилетии жидкокристаллические дисплеи сменили прежнее поколение полётных приборов, в которых использовались лучевые трубки (ЭЛТ).
На сегодняшний день EFIS признана современным мировым образцом электронных лётно-информационных систем. Встроенная система призвана отображать полётную и навигационную информацию. Данное электронно-компьютерное средство функционирует благодаря множеству датчиков. На лёгких воздушных судах устанавливается один дисплей, на котором отображаются все характеристики полёта и навигационные данные. С момента своего возникновения EFIS представляет интерес в связи с возрастающим значением человеческого фактора в трудовой деятельности человека-оператора.